# Фильоль, Убальдо
Уба́льдо Мати́льдо Фильо́ль (исп. Ubaldo Matildo Fillol; род. 21 июля 1950, Сан-Мигель-дель-Монте) — аргентинский футболист, вратарь.

## Биография
По опросу МФФИИС занимает 14-е место среди лучших вратарей XX века и 3-е среди лучших вратарей XX века в Южной Америке.
Фильоль — один из лучших вратарей в истории футбола. Он принял участие в трёх чемпионатах мира: 1974, 1978 и 1982. На ЧМ-1978 Фильоль стал чемпионом мира и был назван лучшим вратарём турнира.
Он играл и в отборочных играх на ЧМ-1986, но в финальный турнир не был заявлен. В 1977 году Фильоль был назван игроком года в Аргентине, став первым вратарём, получившим этот приз. На ЧМ-1978 Фильоль носил свитер с 5-м номером по той причине, что игроки сборной Аргентины получали номера в алфавитном порядке. По той же самой причине он носил 7-й номер на ЧМ-1982, а в последний раз такая практика применялась на ЧМ-1986.

## Достижения

### Командные
- Чемпион мира 1978
- Чемпион Аргентины: 1975, 1977, 1979, 1981
- Обладатель Кубка Гуанабара: 1984
- Обладатель Кубка Рио: 1985
- Обладатель Суперкубка Либертадорес: 1988
- Обладатель Суперкубка Испании: 1985
- Финалист Кубка обладателей кубков УЕФА 1985/86

### Личные
- Футболист года в Аргентине: 1977
- Входит в состав символической сборной чемпионата мира: 1978
- Рекордсмен чемпионата Аргентины по числу отраженных пенальти: 26 (совместно с Уго Гатти)